# Perils of the Secret Service
Perils of the Secret Service è un serial muto del 1917 diretto da Hal Mohr, George Bronson Howard (episodi 1-7) e Jack Wells (episodi 8-9). Lungo 5.400 metri, il film in 18 rulli è diviso in nove episodi di due bobine ciascuno.

## Produzione
Il film fu prodotto dall'Independent Moving Pictures Co. of America (IMP) (episodi 1-7) e Universal Film Manufacturing Company come Universal Gold Seal (episodi 8-9).

## Distribuzione
Distribuito dall'Universal Film Manufacturing Company, il serial uscì nelle sale cinematografiche statunitensi il 9 marzo 1917.

### Episodi
1. The Last Cigarette, regia di George Bronson Howard - uscita 9 marzo 1917
2. The Clash of Steel, regia di George Bronson Howard - uscita 16 marzo 1917
3. The Dreaded Tube, regia di George Bronson Howard - uscita 23 marzo 1917
4. The Crimson Blade, regia di George Bronson Howard - uscita 30 marzo 1917
5. The Man in the Trunk, regia di George Bronson Howard - uscita 6 aprile 1917
6. The Signet Ring, regia di George Bronson Howard - uscita 13 aprile 1917
7. The International Spy, regia di George Bronson Howard  - uscita 20 aprile 1917
8. The Master Spy, regia di Jack Wells - uscita 25 settembre 1917
9. The Mysterious Iron Ring, regia di Jack Wells - uscita 30 ottobre 1917